# Halina Konopacka
Halina Konopacka (Leonarda Kazimiera Konopacka-Matuszewska-Szczerbińska) (Rawa Mazowiecka, 11 de novembro de 1900 — Daytona Beach, 28 de janeiro de 1989) foi uma atleta especializada no lançamento de disco e a primeira campeã olímpica da Polônia.
Halina começou a vida de esportista na adolescência praticando esqui e foi para o atletismo incentivada por um treinador. Um ano depois, venceu o campeonato polonês de atletismo no lançamento de disco e no arremesso de peso. Atleta multitalentosa e versátil, participou de competições de saltos em altura e distância, arremesso de dardo e corrida, jogou handebol e praticou equitação, sendo 27 vezes campeã polonesa em diversas modalidades do atletismo.
Nos Jogos Olímpicos de Amsterdã, em 1928, ganhou a medalha de ouro no lançamento de disco e quebrou o recorde mundial da prova, estabelecendo a marca de 39,62m  e tornando-se  a primeira campeã olímpica polonesa. 
Halina retirou-se do atletismo em 1931 sem sofrer nenhuma derrota no disco e dedicou-se a escrever, principalmente poemas. 
Com a eclosão da Segunda Guerra Mundial, ela acompanhou o marido, Ministro do Tesouro da Segunda República da Polônia, a Paris e após o término do conflito mudou-se com ele para os Estados Unidos, onde morreu aos 88 anos em Daytona Beach, na Flórida.